# Parco nazionale di Rokua
Il parco nazionale di Rokua (Rokuan kansallispuisto in finlandese) è un parco nazionale della Finlandia, nella provincia di Oulu. È stato istituito nel 1956 e occupa una superficie di 8,8 km².